# Ловозеро (озеро)
Ловозеро (рос. Ловозеро) — четверте за величиною озеро в Мурманській області.
На заході проходить гірський масив Ловозерська тундра. Із озера витікає річка Воронья, яка впадає в Баренцеве море.